# Kościół Santa Maria del Carmine w Pawii
Kościół Santa Maria del Carmine – rzymskokatolicki kościół w Pawii pod wezwaniem Najświętszej Maryi Panny z Góry Karmel. Jest kościołem parafialnym parafii Santa Maria del Carmine. Administracyjnie należy do diecezji Pawii.
Należy do najbardziej znaczących zabytków architektury gotyckiej w Lombardii. Jest, po katedrze, największym kościołem w Pawii (wymiary 80 × 40 m).

## Historia
Karmelici przybyli do Pawii pod koniec XIII wieku, osiedlając się początkowo poza murami miasta, na gruntach ofiarowanych im przez franciszkanów. W 1364 roku, w związku z zarządzeniem Galeazza II Viscontiego, który zamierzał rozbudować swój zamek, musieli opuścić zajmowany teren. Otrzymali w zamian kościół Santi Faustino e Giovita, należący do kanoników regularnych z San Pietro in Ciel d’Oro. Budowę nowego kościoła pod wezwaniem Najświętszej Maryi Panny z Góry Karmel rozpoczęli około 1370 roku, prawdopodobnie według projektu architekta Bernarda da Venezia, który zaprojektował również zamek Viscontiego oraz inne budynki, w tym Santa Maria del Carmine w Mediolanie; na jego autorstwo wskazują podobne rozwiązania projektowe i strukturalne odnośnych budynków. Prace budowlane posuwały się dość wolno i z przerwami. Około 1390 roku książę Mediolanu, Gian Galeazzo Visconti przekazał dużą darowiznę na rzecz kościoła, ale kilka lat później, w związku z rozpoczęciem budowy klasztoru Certosa di Pavia, prace zostały ponownie przerwane i wznowione dopiero 30 lat później. W 1461 roku zbudowano fasadę, modyfikując jej pierwotny projekt. Praca nad wystrojem wnętrza kontynuowano jeszcze w 1490 roku. W 1511 roku kościół został konsekrowany.

## Architektura
Kościół karmelitów wraz z przylegającym do niego południa klasztorem zajmuje cały kwartał. Należy do najbardziej udanych przykładów gotyku lombardzkiego. Jego fasada zdradza jeszcze inspirację romańską, ale jej dekoracje są już gotyckie. Sześć pilastrów, wspartych na przyporach i zwieńczonych pinaklami dzieli ją na pięć części. W przyziemiu zbudowano trzy portale, a ścianę nad nimi przepruto czterema ostrołukowymi biforiami i dużą rozetą, ozdobioną wokół fryzem z główkami aniołów. W niszach po obu stronach rozety umieszczono scenę Zwiastowania z posągami Archanioła Gabriela i Maryi, a powyżej, w kwadratowej niszy, obramowanej gzymsem – rzeźbę Ojca Przedwiecznego, udzielającego błogosławieństwa. Za prezbiterium wznosi się wysoka kampanila na planie kwadratu. Jej komora dzwonna przepruta została ażurowymi triforiami i zwieńczona stożkową wieżyczką z latarnią.

## Wnętrze

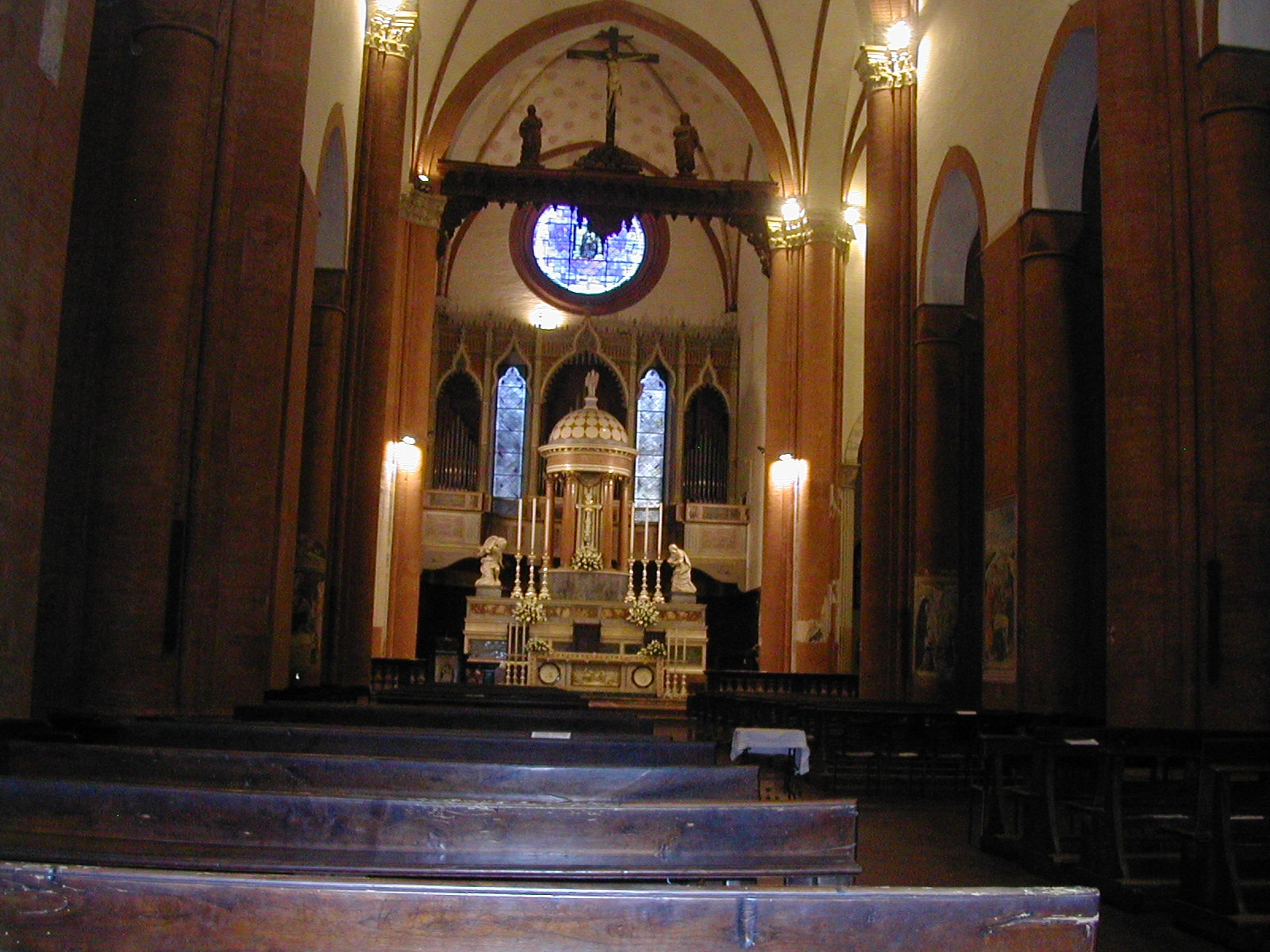
Nawa główna – widok w kierunku prezbiterium

Santa Maria del Carmine jest po katedrze największym kościołem w Pawii. Ma 80 m długości i 40 m szerokości. Został wzniesiony na planie krzyża łacińskiego. Korpus nawowy składa się z trzech naw. Podstawowym elementem planu kościoła jest ulubiony przez Bernarda da Venezia modulo ad quadratum (plan kwadratu), w oparciu o który zaprojektował on przęsło. Nawa główna składa się z czterech przęseł, natomiast prezbiterium i ramiona transeptu są jednoprzęsłowe. Każdemu przęsłu nawy głównej odpowiadają cztery mniejsze, kwadratowe przęsła w nawach bocznych; w tych, które znajdują się przy ścianach zbudowano po dwie kaplice. Podobny schemat kwadratowych kaplic powtórzono po stronie wschodniej transeptu. Plan kwadratu da Venezia powtórzył również w ujęciu pionowym (nawa główna jest dwukrotnie wyższa od naw bocznych). Takie zastosowanie matematycznych proporcji zapewniło rygorystyczną równowagę wewnętrznej przestrzeni budynku. Korpus nawowy przekryto sklepieniem krzyżowo-żebrowym, zróżnicowanym kolorystycznie dzięki żebrom z terakoty. Sklepienie wspierają masywne filary i półkolumny. Filary wspierają również ostrołukowe arkady, oddzielające nawę główną od bocznych. Jako podstawowego materiału do budowy sklepień, filarów i arkad użyto ciemnoczerwonej cegły, uzupełniając ją takimi materiałami, jak terakota i szary kamień z Angery.

### Dzieła sztuki

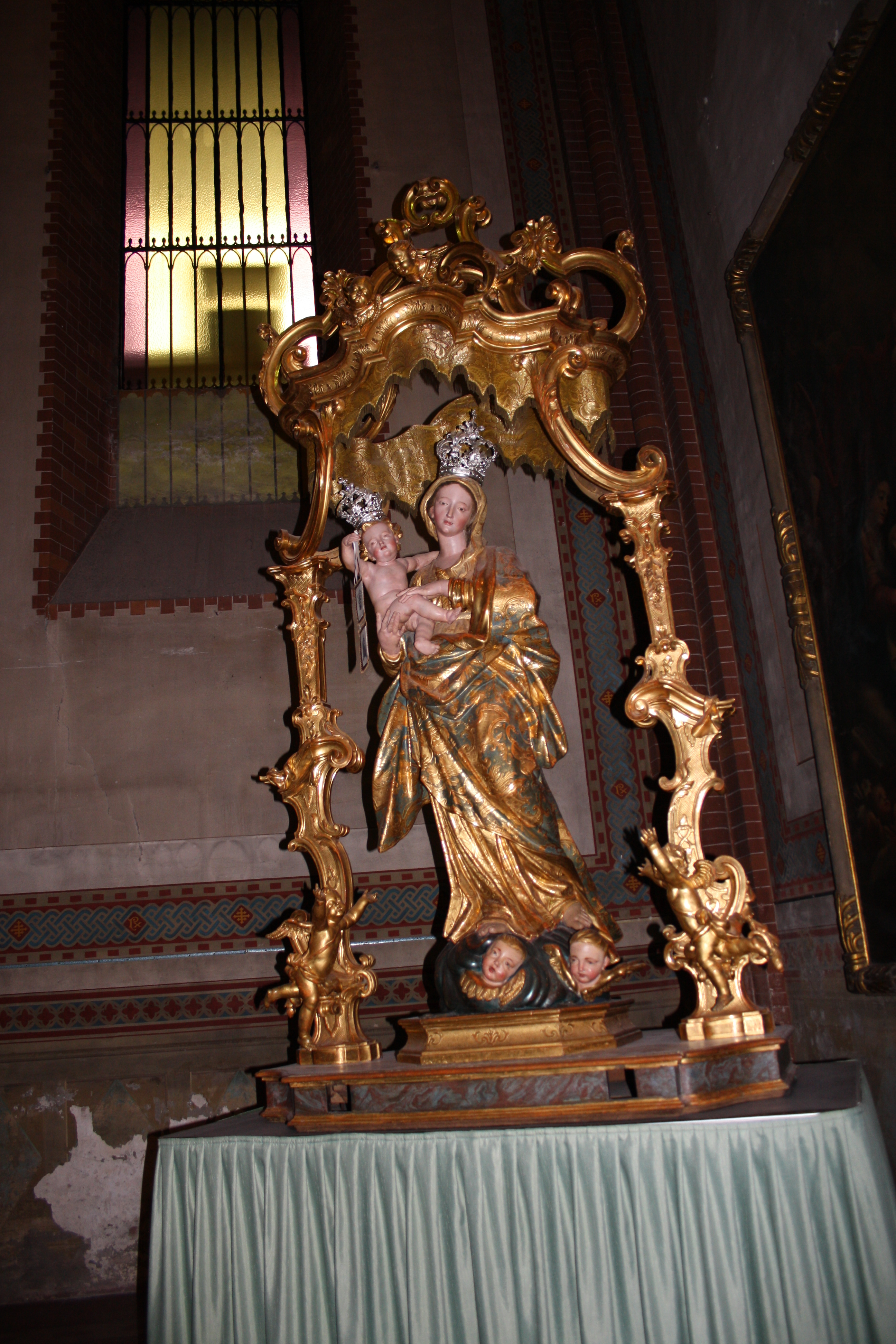
Drewniany posąg Najświętszej Maryi Panny z Góry Karmel

#### Prezbiterium
Ołtarz główny w prezbiterium, odnowiony w 1832 roku, ma kształt niewielkiej świątyni na planie okręgu, wewnątrz której znajduje się posąg Chrystusa Zmartwychwstałego, flankowany posągami Anioła Zwiastującego i Maryi, pochodzącymi z poprzedniego ołtarza. W antepedium z białego marmuru umieszczono scenę ze św. Weroniką, flankowaną medalionami: Chrystus w Ogrójcu (po prawej) i Ecce homo (po lewej). Na lewej ścianie znajduje się gotyckie, kamienne tabernakulum, udekorowane sceną Zwiastowania. Na tylnej ścianie zamontowano organy, zbudowane w 1836 roku przez braci Lingiardi i zmodernizowane w 1872 roku. W oknie rozety, zdobiącej górną partię ściany, znajduje się witraż Madonna z Dzieciątkiem na tronie, przypisywany Vincenzowi Foppie.

#### Zakrystia
Obszerne pomieszczenie zakrystii zostało pierwotnie zaprojektowane jako kaplica przy prawym ramieniu transeptu. Ścianę wejściową pokrywają sztukaterie. Portal flankują nisze z posągami św. Franciszka i św. Jana Chrzciciela. W niszy tympanonu znajduje się posąg Madonna z Dzieciątkiem. Po jego bokach umieszczono, wsparte przez puttach herby rodowe.

#### Transept
Transept zdobi kilka fresków wotywnych, odrestaurowanych w latach 60. XX wieku. Na ścianie zachodniej prawego ramienia transeptu znajdują się trzy przedstawienia Matki Boskiej z Dzieciątkiem pomiędzy świętymi i darczyńcami, zrealizowane na początku XV wieku, natomiast ramieniu północnym – portrety świętych Krzysztofa i Alberta z klęczącymi darczyńcami, datowane na połowę XV wieku.

#### Kaplice
Kaplice naw bocznych zostały zbudowane i udekorowane przez możnowładców pawijskich oraz gildie rzemieślnicze. Obraz ołtarzowy w szóstej kaplicy po prawej stronie, namalowany przez Guglielma Caccię, przedstawia św. Annę i etapy wytwarzania wełny. W piątej kaplicy po lewej stronie znajduje się grobowiec błogosławionego Bernardyna z Feltre, patrona piekarzy.